# اختبارات الحديد
اختبارات الحديد هي مجموعة من اختبارات الكيمياء الحيوية التي تستخدم لتقييم مخازن الحديد في الجسم أو مستوى الحديد في مصل الدم. تستخدم عدة مصطلحات أخرى لنفس الاختبارات وهي: لوحة الحديد، ملف تعريف الحديد، مؤشرات الحديد أو حالة الحديد.

## الفحوصات
- الحديد في الدم.
- فيريتين.
- ترانسفرين.
- سعة ارتباط الحديد الإجمالية.
- إشباع الترانسفرين.
- سعة ارتباط الحديد غير المشبعة.
- مستقبلات ترانسفيرين.

### فحوصات ذات علاقة
عد دموي شامل، خصوصًا:
- هيموغلوبين، هيماتوكريت، كرية دم حمراء.
- الحجم الكروي الوسطي.
- هيموغلوبين الكرية الوسطي أو تركيز هيموغلوبين الكرية الوسطي.

## التشخيص
| لوحة الحديد                                  | مستوى الحديد في الدم | ترانسفرين وTIBC | إشباع الترانسفرين | فيريتين | مستقبلات ترانسفرين | فحوصات ذات صلة | فحوصات ذات صلة |
| لوحة الحديد                                  | مستوى الحديد في الدم | ترانسفرين وTIBC | إشباع الترانسفرين | فيريتين | مستقبلات ترانسفرين | Hb             | MCV            |
| -------------------------------------------- | -------------------- | --------------- | ----------------- | ------- | ------------------ | -------------- | -------------- |
| فقر الدم الناجم عن عوز الحديد.               |                      |                 |                   |         |                    |                |                |
| فرط حمل الحديد (داء ترسب الأصبغة الدموية)    |                      |                 |                   |         | *                  | طبيعي          |                |
| فقر دم الأمراض المزمنة                       |                      |                 |                   | *       | *                  |                |                |
| برفيرية جلدية آجلة                           |                      |                 |                   |         | طبيعي              |                |                |
| ثلاسيميا                                     |                      |                 |                   |         |                    |                |                |
| فقر الدم الحديدي الأرومات                    |                      |                 |                   |         | *                  |                |                |
| فقر الدم الضخم الأرومات                      |                      |                 |                   |         |                    |                |                |
| فقر الدم الانحلالي                           | *                    | *               | *                 | *       |                    |                |                |
| الحمل أو استخدام وسائل تحديد النسل الهرمونية | طبيعي                |                 |                   |         |                    |                |                |

- * = أو طبيعي.